# Trigonisca tavaresi
Trigonisca tavaresi är en biart som först beskrevs av Camargo och José Gomes Pedro 2005.  Trigonisca tavaresi ingår i släktet Trigonisca och familjen långtungebin. Inga underarter finns listade i Catalogue of Life.